# Pseudotropheus fuscus
Espèce
Statut de conservation UICN

 LC  : Préoccupation mineure
Pseudotropheus fuscus est une espèce de poisson de la famille des cichlidae et de l'ordre des Cichliformes. Cette espèce comme son genre Pseudotropheus est originaire et endémique du lac Malawi en Afrique. Se rencontre plus précisément aux alentours de "Nkata Bay" et de "Lion's Cove".